# Justine Lupe

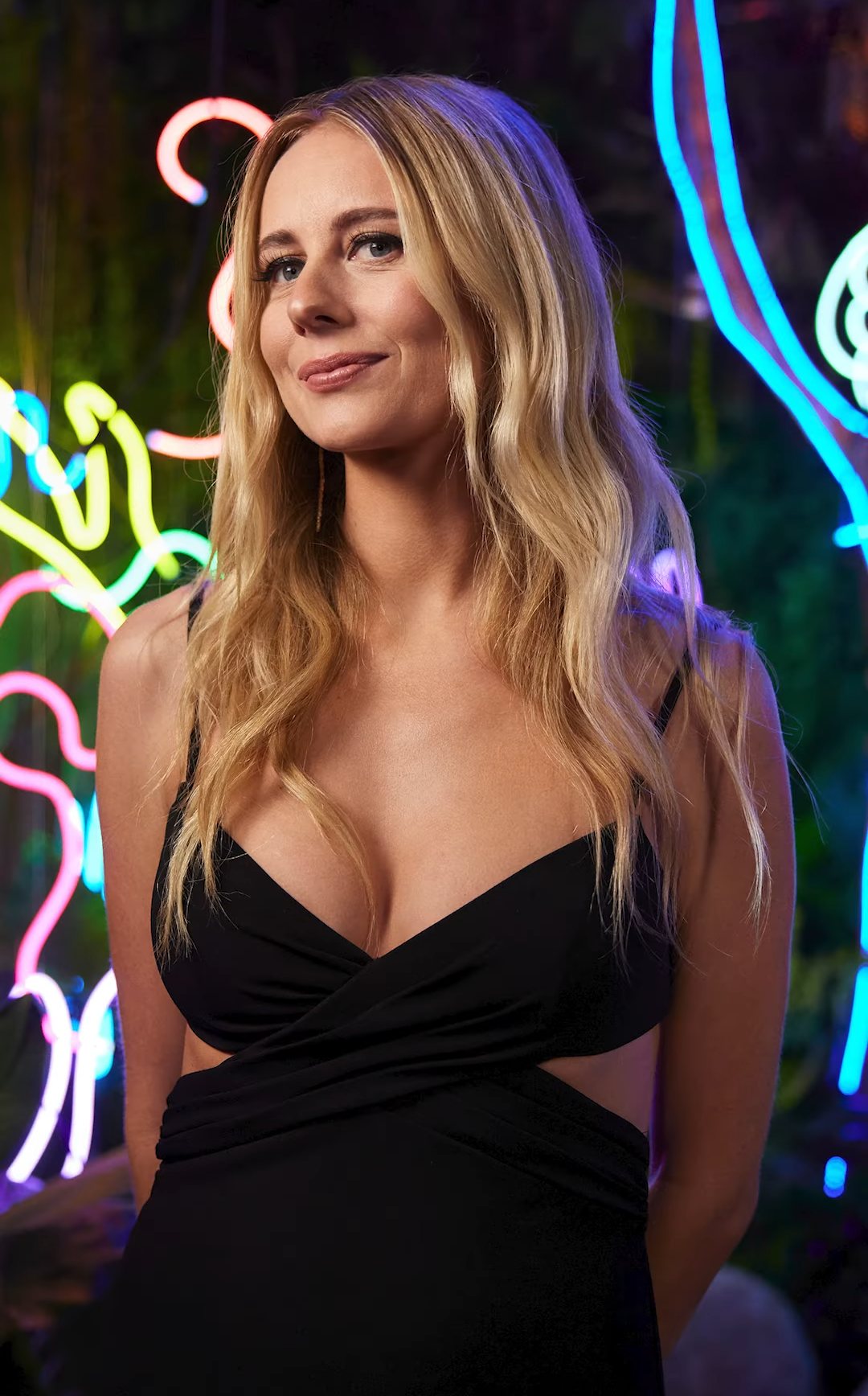
Justine Lupe, 2024

Justine Lupe (* 31. Mai 1989 in Denver, Colorado) ist eine US-amerikanische Schauspielerin.

## Leben
Justine Lupe wurde an der Juilliard School in New York City zur Schauspielerin ausgebildet. Seit 2011 ist sie in US-Fernsehserien und Filmen zu sehen. Zu ihren größeren Rollen zählen die der Maddie in der Sitcom Cristela und ab 2017 als Holly Gibney in Mr. Mercedes. Für diese Rolle wurde sie 2018 für den Satellite Award als beste Nebendarstellerin einer Serie nominiert.

## Filmografie (Auswahl)
- 2011: Unforgettable (Fernsehserie, Folge 1x06 Friended)
- 2012: Southland (Fernsehserie, Folge 4x06 Integrity Check)
- 2012: Frances Ha
- 2012: Harry’s Law (Fernsehserie, 8 Folgen)
- 2013: Shameless (Fernsehserie, Folge 3x03 May I Trim Your Hedges?)
- 2013: Super Clyde (Fernsehfilm)
- 2014–2015: Cristela (Fernsehserie, 21 Folgen)
- 2016: Younger (Fernsehserie, 3 Folgen)
- 2016–2018: Madam Secretary (Fernsehserie, 6 Folgen)
- 2017: Snowfall (Fernsehserie, 5 Folgen)
- 2017–2019: Mr. Mercedes (Fernsehserie, 25 Folgen)
- 2017–2023: The Marvelous Mrs. Maisel (Fernsehserie, 9 Folgen)
- 2018–2023: Succession (Fernsehserie, 28 Folgen)
- 2019: I Lost My Mother’s Ashes (Kurzfilm)
- 2019: Bushwick Beats
- 2020: The Non-Essentials (Fernsehserie, 10 Folgen)
- 2021–2022: Home Economics (Fernsehserie, 3 Folgen)
- 2022: Ich. Bin. So. Glücklich. (Luckiest Girl Alive)
- 2023: Go for Grandma (Kurzfilm)
- 2024: The Big Door Prize (Fernsehserie, 6 Folgen)
- seit 2024: Nobody Wants This (Fernsehserie)